# Malga Pralongo
La  malga Pralongo è un rifugio montano situato all’interno del Comune di San Zeno, ma di proprietà del Comune di Brenzone sul Garda (provincia di Verona).

## Storia
L'attuale struttura dei pascoli del Monte Baldo risale al XVIII secolo d.C.. In quel periodo gli investimenti capitalistici portarono a un grande sviluppo dell'allevamento bovino con l'utilizzo di nuove tecnologie e al declino di quello ovino, fino ad allora dominante. Nel XVI secolo furono attuate le prime riforme strutturali da parte della Repubblica di Venezia  e la casara, in seguito utilizzata come deposito di formaggi, mostra i segni più significativi del cambiamento, un ingresso ad arco con portico.

## Descrizione
Tra le caratteristiche della malga settecentesca:
- un fitto boschetto di abeti per proteggere il bestiame;
- un pozzo in fondo a una grotta carsica naturale (dolina) o una pozza d'acqua scavata dall'uomo;
- orti circondati da muretti in pietra, dove si coltivano ortaggi per integrare la magra alimentazione del personale alpino, e muretti che segnano i confini della proprietà.

Il seminterrato è costituito da un locale per la protezione degli animali malati e delle mucche in fase di parto. Il piano superiore è diviso in due vani, quello che si affaccia sulla valle (“logo del late“) può ancora essere utilizzato per depositare il latte in vaschette poco profonde adatte all'estrazione del grasso (mastele). Il rischio di irrancidimento richiede poca illuminazione e ventilazione, che si ottengono arrotando la parte del vano esposto verso il pendio  e utilizzando finestre trasformate in feritoie mediante lastre di calcare. Il vano a monte è caratterizzato da un camino semicircolare, considerato come elemento indipendente dall'edificio (aggettato) e noto come “logo del fogo“. Sono presenti un letto per il personale (binele), il "bui“,  zangola a mano per la produzione di burro e un focolare con la mussa, simile a un'impastatrice rotante con un grande calderone di rame contenente il latte da riscaldare per la lavorazione del formaggio. Alcune malghe, come la Malga Pralongo, costruita nel secolo scorso, sono caratterizzate dalla combinazione di più funzioni in un edificio a due piani, con il caseificio e le stalle al piano interrato e il deposito e la lavorazione del latte e la sala del personale al piano superiore.

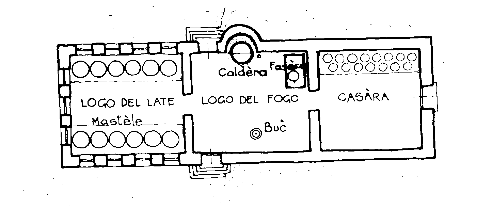
Pianta della Malga Pralongo
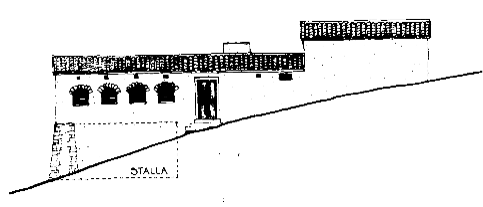
Sezione della Malga Pralongo